# Ataköy (Haymana)
Ataköy (früher Kaltakli) ist eine ländliche Siedlung im İlçe Haymana der türkischen Provinz Ankara, die früher ein selbständiges Dorf war und heute verwaltungstechnisch als Ortsteil der Gemeinde Haymana organisiert ist. Ataköy liegt in Zentralanatolien auf 1071 m über dem Meeresspiegel, ca. 108 km südlich von Ankara.
1985 lebten 853 Menschen im Ort, 2000 mehr als 891 Menschen. 2022 hatte die Ortschaft noch 587 Einwohner. Es wird fast ausschließlich von Zentralanatolischen Kurden aus der Gruppe der Şexbizin bewohnt.